# Das B-Team: Beschränkt und auf Bewährung
Das B-Team: Beschränkt und auf Bewährung (Originaltitel: The Parole Officer) ist eine britische Kriminalkomödie von John Duigan aus dem Jahr 2001.

## Handlung
Der Bewährungshelfer Simon Garden, der bisher nur drei Straftäter erfolgreich auf den Pfad der Tugend zurückgeführt hat, wird von Blackpool nach Manchester versetzt. Als er sich dort um seinen neuesten Schützling, die notorische Autodiebin Kirsty, kümmern soll, lernt er die attraktive Polizistin Emma kennen und lädt sie zum Essen ein. Kirstys Fall führt Simon in einen Stripclub, wo er Zeuge wird, wie ein Mann namens Deacon vom korrupten Inspector Burton getötet wird. Als Simon aus dem Club flieht, verliert er seine Geldbörse, die kurze Zeit später neben Deacons kopfloser Leiche gefunden wird. Nach seiner Festnahme lässt sich Simon auf einen Deal mit Inspector Burton ein. Er wird freigelassen und soll Manchester verlassen. Als er erfährt, dass Burton eine Tapferkeitsmedaille erhalten soll, entschließt sich Simon, Burton und dessen Handlanger zu überführen und seine Unschuld zu beweisen. Dazu benötigt er jedoch das Videoband einer Überwachungskamera, die den Mord im Stripclub aufgezeichnet hat. Weil ebendieses Videoband im Schließfach einer Bank deponiert ist, überredet er seine ehemaligen Schützlinge George, Jeff und Colin, ihm dabei zu helfen, in die Bank einzubrechen und das Videoband zu entwenden. Von der Frau des Meisterdiebs Victor erhalten sie dazu die entsprechende Ausrüstung.
Während der Vorbereitungen lernen sich Simon und Emma näher kennen. Als Simon mit George, Jeff und Colin eines Abends Kirsty dabei ertappt, wie diese seinen Fernseher zu stehlen versucht, machen sie sie zu ihrer Komplizin, ist sie doch zierlich genug, um durch einen Schacht in die Bank zu gelangen. Mit ihrer Hilfe gelingt es ihnen auch, einen Roboter mit einer Kamera in den Tresorraum der Bank zu schleusen und so an den Geheimcode heranzukommen. Als Emma eines Abends bei Simon vorbeischaut und dort dessen ehemalige Schützlinge antrifft, erzählt ihr Simon, eine Selbsthilfegruppe gegründet zu haben. Emma beginnt, Simon zu küssen, sieht dann jedoch die Ausrüstung für den geplanten Coup und möchte die Wahrheit wissen. Simon erzählt ihr vom Mord an Deacon durch Inspector Burton. Weil er ihr jedoch nicht verraten will, wofür er die Ausrüstung braucht, verlässt Emma enttäuscht sein Haus.
Nachdem Emma Inspector Burton gegenüber angedeutet hat, dass er des Mordes verdächtigt wird, lässt Inspector Burton Simons Haus durchsuchen, wo er heimlich Deacons Kopf im Kühlschrank versteckt hat. Kirsty versucht den Kopf rechtzeitig wieder verschwinden zu lassen. Ein Kochtopf erweist sich jedoch als schlechtes Versteck, und so werden Simon, George, Jeff und Colin schließlich festgenommen. Mit einem gestohlenen Lieferwagen fährt Kirsty gegen die Wand ihrer Gefängniszelle und reißt sie ein. Simon und die anderen springen in den Wagen und fahren mit Kirsty zur Bank, um ihren Plan in die Tat umzusetzen.
Während ein von Colin verbreiteter Computervirus alle Alarmanlagen der Stadt auslöst und so für Chaos sorgt, gelangen Simon und die anderen über das Dach in die Bank. Als sie jedoch Schwierigkeiten haben, den Tresor zu öffnen, taucht überraschend Victor auf und hilft ihnen. Aus dem Tresor entwenden sie neben dem Videoband auch eine Tasche voller Geld, das Inspector Burton mit Drogengeschäften erwirtschaftet hat. Als die Polizei sie zu erwischen droht, machen sich alle bis auf Simon aus dem Staub. Dank Emma gelingt auch Simon die Flucht. Mit dem Videoband und seinen Komplizen erscheint Simon im Rathaus, wo Inspector Burton die Tapferkeitsmedaille verliehen wird. Indem Emma Simon ihre Waffe aushändigt und sich als seine Geisel ausgibt, verschafft sich Simon Gehör vor dem Polizeichef und den geladenen Gästen. Der als Polizist verkleidete Victor sorgt derweil dafür, dass das Videoband vor allen Anwesenden auf einer Leinwand abgespielt wird. Als Mörder entlarvt, greift Inspector Burton nach Simons Waffe und bedroht zunächst Kirsty und schließlich Simon. Emma, die zuvor die Patronen aus der Waffe entfernt hat, schlägt Inspector Burton nieder. Er und seine Handlanger werden festgenommen. Während sich Victor heimlich mit der Geldtasche davonmacht, besiegeln Simon und Emma ihre gegenseitige Zuneigung mit einem Kuss.

## Hintergrund

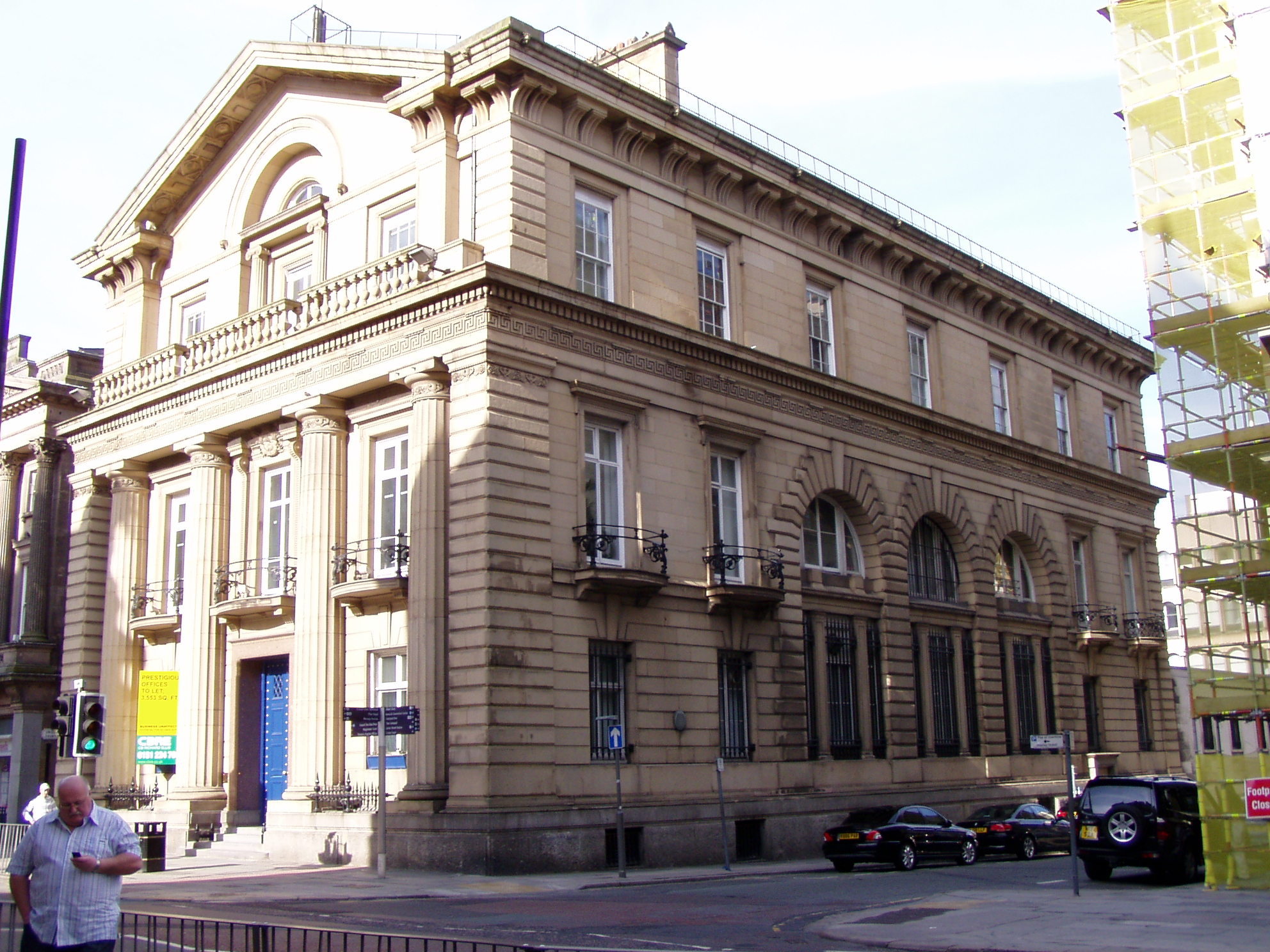
Die Bank of England in Liverpool, ein Drehort des Films

Die Dreharbeiten fanden in Manchester, Liverpool, Blackpool, Delph, Saddleworth und Stockport statt. Drehorte waren unter anderem der Freizeitpark Pleasure Beach Blackpool sowie der Stockport Canal.
Das B-Team: Beschränkt und auf Bewährung lief am 10. August 2001 in den britischen und irischen Kinos an. In Deutschland wurde der Film erstmals am 7. August 2003 auf Video und DVD veröffentlicht. Am 22. Juni 2007 strahlte ihn Tele 5 erstmals im deutschen Fernsehen aus.

## Kritiken
Kim Newman von Sight & Sound befand, dass der Film als „anständiges Steve-Coogan-Vehikel“ über weite Strecken „amüsant, wenn auch selten so lustig wie Coogans beste Arbeiten“ als Komiker sei. Im Vergleich mit den Bankraub-Komödien Ladykillers und Das Glück kam über Nacht entbehre der Film „die Abgründigkeit des einen und die Schrulligkeit des anderen“.
Das Lexikon des internationalen Films bemängelte, dass dem Film, der als Nummernrevue konzipiert worden sei, „die Gags fehlen“. Es handle sich letztlich nur um eine „Aneinanderreihung von Peinlichkeiten“. Für Cinema war Das B-Team: Beschränkt und auf Bewährung ein „[a]ltmodisch-alberner Einbruchsfilm, in dem sich Rohrkrepierer und große Gags die Waage halten“. Er sei „[b]eknackt, aber insgesamt kurzweilig“.

## Auszeichnungen
Das B-Team: Beschränkt und auf Bewährung war 2002 als Bester britischer Film für den Empire Award nominiert, mit dem schließlich Bridget Jones – Schokolade zum Frühstück prämiert wurde. Ebenfalls 2002 waren Steve Coogan und Henry Normal für ihr Drehbuch in der Kategorie Bestes Filmdebüt für den BAFTA Award nominiert.

## Deutsche Fassung
Die deutsche Synchronfassung entstand bei der Interopa Film in Berlin nach dem Dialogbuch von Sven Hasper, der auch die Dialogregie führte.
| Rolle                     | Darsteller        | Synchronsprecher      |
| ------------------------- | ----------------- | --------------------- |
| Simon Garden              | Steve Coogan      | Stefan Krause         |
| Emma                      | Lena Headey       | Bianca Krahl          |
| George                    | Om Puri           | Hans-Werner Bussinger |
| Jeff                      | Steven Waddington | Johannes Berenz       |
| Colin                     | Ben Miller        | Oliver Rohrbeck       |
| Victors Ehefrau           | Jenny Agutter     | Marina Krogull        |
| Kirsty                    | Emma Williams     | Maria Koschny         |
| Inspector Burton          | Stephen Dillane   | Nicolas Böll          |
| Mills                     | Justin Burrows    | Andreas Hosang        |
| Victor                    | Omar Sharif       | Jürgen Kluckert       |
| Bankmanager               | Richard Sinnott   | Klaus-Peter Grap      |
| Polizeipräsident          | Peter Armitage    | Ernst Meincke         |
| Deacon                    | Clive Kneller     | Lutz Schnell          |
| Vorsitzender der Anhörung | Iain Mitchell     | Reinhard Kuhnert      |
| Cochran                   | John Henshaw      | Peter Reinhardt       |
| alte Dame im Museum       | Hazel Douglas     | Maresi Bischoff-Hanft |
| Fahrradgruppenleiter      | Bernard Wrigley   | Gerald Schaale        |